# Comté de Deux-Ponts
1182–1394
Entités précédentes :
- Comté de Sarrebruck

Entités suivantes :
- Comté de Deux-Ponts-Bitche
- Palatinat-Deux-Ponts

Le comté de Deux-Ponts (en allemand : Grafschaft Zweibrücken) est un ancien comté du Saint-Empire romain germanique dont la capitale était Deux-Ponts. Il fut créé en 1182 par démembrement du Comté de Sarrebruck, vassal de l'évêque de Metz, lui-même vassal du Saint-Empire romain germanique puis du roi de France à partir de 1648. Dans les années 1295 – 1333 il fut partagé en deux comtés indépendants, le comté de Deux-Ponts, qui passa plus tard au Palatinat-Deux-Ponts, et le Comté de Deux-Ponts-Bitche.

## Histoire

### Détachement du comté
Au début du XIe siècle, les comtes de Sarrebruck étaient l'une des plus importantes familles princières du sud-ouest de l'Allemagne. Leurs possessions s'étendant de la Sarre au Palatinat rhénan et au Rhin moyen en passant par le Bliesgau et l’Alsace ; ils possédaient par ailleurs l'exercice (en titre) de plusieurs bailliages. Reflet de leur hégémonie, leur famille donna deux archevêques de Mayence au XIIe siècle: Adalbert Ier de Sarrebruck et Adalbert II de Sarrebruck. 
Vers 1100, ils héritèrent des fiefs de Deux-Ponts/Zweibrücken, vraisemblablement par alliance. Lors de la succession du comté de Sarrebruck à la mort du comte Simon Ier de Sarrebruck en 1183, Deux-Ponts échut entre 1182/1183 et 1188/1190 à un fils cadet de ce comte (alors que le fils aîné, Simon II, continua les comtes de Sarrebruck) : Henri Ier de(s) Deux-Ponts, mort en 1228, père d'Henri II, mort en 1282, d'où quatre fils : Henri III ou Ier ; Simon Ier ; Walram/Waléran Ier ; et Eberhard Ier. Waléran Ier, mort en 1308/1309, mari d'Agnès fille d'Hugues III de Vaudémont, fonda la dynastie des Walramides, et le nouveau comté de Deux-Ponts amorça dès lors un développement autonome.

### Division
Le droit d'aînesse n'étant pas alors partout la règle en Allemagne, les cadets se disputaient les héritages, ce qui conduisit au démembrement de nombreuses principautés. Tel fut le destin du comté de Deux-Ponts, qui dans les années 1286/87 –  1288, puis en 1295 – 1333 fut partagé entre deux principautés autonomes :
- la moitié occidentale de l'ancien comté, comprenant le noyau historique autour de Deux-Ponts et les bailliages palatins, eut pour comtes : Simon II, fils de Walram Ier, † 1311/12 < père de Walram/Waléran II, † 1366, puis échut dans la deuxième moitié du XIVe siècle au fils de Walram II, Eberhard II. Ce dernier sera le dernier comte de la lignée des Walramides : sans héritier et en rupture de ban avec sa famille, il légua ses terres vers 1390 aux Électeurs comtes palatins du Rhin (issus de la lignée aînée des Wittelsbach : Robert Ier (1309-1390) et Robert II (1325-1398)). Robert II de Wittelsbach-Palatinat hérita ainsi théoriquement des fiefs d'Eberhard II à sa mort en 1394 : en fait ils allèrent au duc de Lorraine, créancier des Palatins qui étaient criblés de dettes. Mais son fils Robert III, alias le roi Robert Ier d'Allemagne (1452-1410 ; roi en 1401), réussit à les récupérer en remboursant les Lorraine. Ainsi, les comtes palatins du Rhin, étendant pour la première fois leurs possessions jusqu’au Palatinat occidental, donnèrent naissance au comté puis duché de Palatinat-Deux-Ponts.

- la moitié orientale de l'ancien comté de Deux-Ponts, le bailliage de Lemberg (Palatinat), échut à Eberhard Ier, qui le fusionna en 1302 avec la seigneurie de Bitche qu'il avait obtenue du Duché de Lorraine (négociations de 1297 et 1302 avec le duc Ferry III : Eberhard cédait en échange au duc Lindre (-Haute, -Basse), Marimont – aussi Marimont ? – et Sarreguemines [1],[2]). De cette fusion  résulta une nouvelle entité :  le comté de Deux-Ponts-Bitche, .

Le comté de Deux-Ponts-Bitche perdurera jusqu'en 1570, quand la mort du dernier comte eberhardien, Jacques, † 1570 sans héritier mâle, ouvrira une crise de succession. Entre 1570 et 1604, la partie nord de ce dernier comté (Lemberg, donc la partie orientale de l'ancien comté de Deux-Ponts) alla à ses descendants les comtes de Hanau-Lichtenberg (Philippe V puis son fils Johann-Reinhard Ier, respectivement mari et fils de Louise-Marguerite de Deux-Ponts-Bitche-Lichtenberg, la fille héritière du comte Jacques), tandis que la partie sud, la seigneurie de Bitche, fut récupérée par le duché de Lorraine (Charles III).

## Géographie
Le cœur du comté de Deux-Ponts comprenait les territoires entre Sarre et Blies, le monastère de Hornbach, la seigneurie du Mont-Tonnerre, les neuf villages rhénans compris entre Frankenthal et Worms et onze lieux-dits autour de Bad Bergzabern, y compris la moitié de la châtellenie de Landeck (près de Klingenmünster). Henri adopta comme résidence la seule place fortifiée de son domaine, le château-fort de Deux-Ponts, érigé vers 1150 et dont le nom renvoie aux deux ouvrages franchissant le Schwarzbach, à l'endroit où une île divise son cours. Une petite ville se forma peu à peu sous les murs du château.

## Les comtes de Deux-Ponts
- 1182 - 1237 (ou 1228 ?) Henri Ier, fils cadet du comte Simon Ier de Sarrebruck, x Edwige de Lorraine, fille de Frédéric de Bitche
- 1237 - 1282 Henri II, son fils, qui se déclare homme-lige du duc de Lorraine (comme son père), et aussi de l'évêque de Metz en 1243 ! ; x Agnès fille du comte Eberhard IV d'Eberstein
- 1282 - 1309 Walram Ier, son fils (et, indivis en 1282-87/88, ses frères Henri III ; Simon Ier ; et Eberhard Ier qui eut Lemberg - partie orientale du comté de Deux-Ponts - plus Marimont - et sans doute Marimont - Lindre (-Haute, -Basse) et Sarreguemines en Lorraine : cf. la note[1], et devint comte de Deux-Ponts-Bitche en 1302), x Agnès fille d'Hugues III de Vaudémont
- 1309 - 1311 Simon II, son fils, désormais comte de la partie occidentale (Zweibrücken), x Agnès fille de Jean Ier comte de Sarrebruck et sire de Commercy
- 1311 - 1366 Walram II, son fils, x Jeannette de Bar-Pierrefort, fille de Pierre (fils cadet de Thiébaud II comte de Bar), et sœur de Gisèle de Bar, femme de Jean IV de Sarrebruck-Commercy (petit-fils de Jean Ier ci-dessus)
- 1366 - 1394 Eberhard II, son fils

Les seigneurs (Maison de Bavière/Wittelsbach) du duché de Palatinat-Deux-Ponts seront aussi comtes de Deux-Ponts, mais l'on a distingué ici les comtes de la lignée des Walramides, issue du rameau cadet de la Maison des comtes de Sarrebruck, avant la création du Palatinat-Deux-Ponts.